# Малуц (Бистрица-Насауд)
Малуц (рум. Măluț) насеље је у Румунији у округу Бистрица-Насауд у општини Браништеа. Oпштина се налази на надморској висини од 250 m.

## Становништво
Према подацима из 2002. године у насељу је живело 607 становника.

### Попис2002.
| Расподела становништва по националности 2002.‍ | Расподела становништва по националности 2002.‍ | Расподела становништва по националности 2002.‍ | Расподела становништва по националности 2002.‍ | Расподела становништва по националности 2002.‍ |
| --------------------------------------------- | --------------------------------------------- | --------------------------------------------- | --------------------------------------------- | --------------------------------------------- |
|                                               |                                               |                                               |                                               |                                               |
| Румуни                                        | Румуни                                        |                                               | 601                                           | 99,2%                                         |
| Мађари                                        | Мађари                                        |                                               | 5                                             | 0,8%                                          |